# CTK - CiTylinK
CTK-CiTylinK is een Ghanese luchtvaartmaatschappij met haar thuisbasis in Accra.

## Geschiedenis
CTK-CiTylinK is opgericht in 1993.

## Diensten
CTK-CiTylinK voert lijnvluchten uit naar:(mei 2007)
- Accra, Kumasi, Sunyani, Tamale.

## Vloot
De vloot van CTK-CiTylinK bestaat uit:(mei 2007)
- 1 Saab 340A
- 1 Let 410-E20
- 1 Beechcraft 1900D